# Amoled (bài hát)
"AMOLED" là đĩa đơn kỹ thuật số của nhóm nhạc nữ After School và Son Dam Bi quảng cáo cho điện thoại Amoled của Samsung. Nó được phát hành ngày 22 tháng 7 năm 2009, và CF được phát hành ngày 23 tháng 7 năm 2009. Nó được ghi âm cho Ani motion, Ani club, Annie star, và the Samsung Anycall giữa dòng Ani của dự án âm nhạc thứ năm, quảng cáo điện thoại Haptic AMOLED. AMOLED và một bài hát đệm, bao gồm cả hai.

## Danh sách
1. "Amoled" – 3:13
2. "Amoled" (Instrumental) – 3:13

## Liên kết
- Trang chủ AMOLED chính thức Lưu trữ ngày 14 tháng 6 năm 2012 tại Wayback Machine